# Ferreras de Arriba
Ferreras de Arriba és un municipi de la província de Zamora a la comunitat autònoma de Castella i Lleó. Limita amb Villardeciervos a l'oest, Otero de Bodas al nord, Ferreras de Abajo al nord-oest i est, Tábara al sud-est i Riofrío de Aliste al sud.
El nom del poble prové de la paraula en llengua lleonesa "ferro" o "fierru", el que testifica l'abundància de l'element. La llengua pròpia de la localitat és el lleonès, però en l'actualitat s'ha perdut gran part de la seva vitalitat, ja que no ha rebut cap protecció per part de les administracions.

## Demografia
| 1991 | 1996 | 2001 | 2004 |
| ---- | ---- | ---- | ---- |
| 575  | 563  | 521  | 515  |

## Situació
El municipi s'ubica al cor de la Reserva Natural de Caza "Sierra de la Culebra". El seu punt més alt és la muntanya Miño Cuevo, la segona altura de la serra, amb els seus 1.211 m; està situat un vèrtex geodèsic.

## Tradicions
- La matança del porc, celebrada a l'hivern.
- La mascarada d'hivern de La Filandorra, celebrada el 26 de desembre.

## Festes
- San Blas, patró del municipi (2, 3, i 4 de febrer)
- La Verge de l'Assumpció, patrona de la localitat (14, 15, i 16 d'agost)